# Ташана Ђорђевић
Ташана Ђорђевић (4. октобар 1983) српска је позоришна и телевизијска глумица.

## Биографија
Ташана Ђорђевић је рођена 4. октобра 1983. године. Дипломирала је глуму 2008. године на Факултету драмских уметности у Београду са ауторским пројектом „Жена као жеља”, у класи професорке Гордане Марић и асистенткиње Ирене Мичијевић Родић. Године 2011, завршила је Мастер студије теорије драмских уметности и медија на тему „Емоционална меморија код Стразберга”. Члан је позориште трупе „Држ' не дај” од 2011. године.

## Улоге у позоришту
- „Немањићи – подела царства” – Вуканова жена, текст и режија: Лазар Дубовац, Театар Маска, 2017.
- „Цврчак и мрав” – Цврчка Цврчкић и бака, текст: Бранко Милићевић, режија: Ана Радивојевић, Позориште Пуж, 2016.
- „Крај партије” — Нела, текст: Семјуел Бекет, режија: Боро Драшковић, КПГТ, 2016.
- „Вера у краљевству заборава” – Вера, режија: Н. Марковић и Т. Миланов, Д.К. Раковица, 2015.
- „Буба у уху” — Лисијен Оменидес де Истангва, текст: Жорж Фејдо, режија: Љубиша Ристић, КПГТ, 2015.
- „Вертер или имаш наде или наде немаш” – режија: Андреј Носов, хотел Бристол, 2015.
- „Зачарани квиз” – Снежана, текст и режија: Милена Деполо, Позориште Бошко Буха, 2014.
- „Бициклиста” – Соња Мармеладова, Секси Сејди, Гђа Симовић, режија: Љубиша Ристић, КПГТ, 2014.
- „Василиса Прекрасна” – Амфиса, режија: Милан Караџић, Позориште Бошко Буха, 2014.
- „Цар Лазар и царица Милица” – Књегиња Милица, режија: Лазар Дубовац, Театар Маска, 2013.
- „Држ' не дај” — текст: Соња Лештар и Маја Гргић, режија: Маја Гргић, Трупа Држ' не дај, 2013.
- „Галеб” — Нина, Аркадина, текст: Антон Чехов, ФДУ, 2013.
- „Епизодисти” — Црвенкапина бака и Анастасија, текст: Милена Деполо, режија: Бошко Ђорђевић, Позориште Бошко Буха, 2012.
- „Симптоми” — Љубица, текст: Ј. Цветановић, режија: Филип Марковиновић, Народно позориште Суботица, 2011.
- „Школа за детективе” – Маша, текст и режија: Лазар Дубовац, Театар Маска, 2011.
- „Луња и Маза” — Маза, текст: Б. Петковић, режија: Ана Радивојевић, Позориште Пуж, 2010.
- „Псовање публике” — глумица, текст: Петер Хандке, режија: Љубиша Ристић, КПГТ, 2010.
- „Ричард III” – Војвоткиња од Јорка, текст: Вилијам Шекспир, режија: Љубиша Ристић, КПГТ, 2010.
- „Бриљантин” — Френчи, текст: Џим Џејкобс и Ворен Кејси, режија: Михаило Вукобратовић, Позориште на Теразијама, 2009.
- „Ћелава певачица” — госпођа Смит, текст: Ежен Јонеско, режија: Саша Волић, ФДУ и СКЦ, 2008.

## Филмографија
| Год.       | Назив                     | Улога            |
| ---------- | ------------------------- | ---------------- |
| 2010.      | Нова шанса                |                  |
| 2012.      | Монтевидео, Бог те видео! | Живка            |
| 2013.      | На путу за Монтевидео     | Живка            |
| 2014—2015. | Ургентни центар           | Сестра Тања      |
| 2016.      | Андрија и Анђелка         | Конобарица       |
| 2016.      | Убице мог оца             | Власница салона  |
| 2020.      | Тате                      | Миона Бамбуловић |
| 2022-2023. | Од јутра до сутра         | Сека             |